# Olimpiada Przedsiębiorczości i Zarządzania
Olimpiada Przedsiębiorczości i Zarządzania – interdyscyplinarna olimpiada szkolna sprawdzająca wiedzę i umiejętności uczniów z zakresu przedsiębiorczości i zarządzania, organizowana od roku szkolnego 2012/2013 przez Wydział Zarządzania Politechniki Częstochowskiej. W olimpiadzie mogą brać udział uczniowie szkół ponadpodstawowych. Funkcjonuje w oparciu o rozporządzenie Ministra Edukacji Narodowej i Sportu z dnia 29 stycznia 2002 r. w sprawie organizacji oraz sposobu przeprowadzania konkursów, turniejów i olimpiad.

## Cele
Celem olimpiady jest:
- zwiększenie zainteresowania problematyką gospodarczą,
- dostarczenie dodatkowej wiedzy ekonomicznej, służącej zrozumieniu zachodzących procesów gospodarczych,
- rozbudzenie i wzmocnienie wśród młodzieży postawy i zachowania przedsiębiorczej,
- zachęcenie do studiowania na kierunkach ekonomicznych.

## Etapy
Olimpiada składa się z trzech etapów:
- zawodów I stopnia (szkolnych),
- zawodów II stopnia (okręgowych),
- zawodów III stopnia (centralnych – finału).